# 昔蘭尼的阿瑞斯提普斯
昔蘭尼的阿瑞斯提普斯（前435年－前356年），古希腊哲学家，昔兰尼学派的创始人。他是苏格拉底的学生之一，但拥有非常不同的哲学见解，教导学生人生的目标是通过适当的方法掌控逆境和顺境来使自身适应环境，从而获得快乐。是享乐主义的支持者。

## 生平
阿瑞斯提普斯出生於古代利比亞的希臘殖民城邦昔蘭尼。據記載，他爲觀看奧運會而造訪希臘本土，在雅典見到蘇格拉底後成爲後者的門徒，一直陪伴其到臨終（前399年）。儘管如此，阿瑞斯提普斯在理論與實踐上均與蘇格拉底幾乎截然相反。他以享樂著稱，在當時是赫赫有名的美食家，更與名妓拉伊斯保持長期關係，且自稱爲了不參與城邦政治而終生逍遙他邦。

## 著作
阿瑞斯提普斯的全部作品現已散佚。據第歐根尼·拉爾修記載，阿瑞斯提普斯的著作包括一本名爲《答批判我購買陳年好酒與召妓行爲的人》（Πρὸς τοὺς ἐπιτιμῶντας ὅτι κέκτηται οἶνον παλαιὸν καὶ ἑταίρας）和一本名爲《答批判我斥巨資享受高檔美食的人》（Πρὸς τοὺς ἐπιτιμῶντας ὅτι πολυτελῶς ὀψωνεῖ）；另有一本託名阿瑞斯提普斯的書題爲《論古代的奢侈享受》（Περὶ παλαιᾶς τρυφῆς），據說載有關於古代哲學家與其他著名人物的情色史，甚至聲稱佩里安德曾與其母亂倫。然而，考慮到本書中提到了生於阿瑞斯提普斯之後的泰奧弗拉斯托斯，很有可能是後世某位作家之僞作。

## 逸事
古希臘有很多關於阿瑞斯提普斯的傳聞與逸事，其中經常描寫他代表享樂主義與反對享樂的柏拉圖爭辯。在一則逸事中，阿瑞斯提普斯在市場上購買了很多條價格高昂的鮮魚，被柏拉圖批判生活奢侈；阿瑞斯提普斯聽說後，對柏拉圖說：「其實買這些魚只花了我兩個奧波勒斯（古希臘價值最低的硬幣）。」柏拉圖聽後大表震驚，脫口而出：「要是只花兩個奧波勒斯，我也要買這些魚！」阿瑞斯提普斯便笑道：「所以你看，並非是我太奢侈，而是你太吝嗇的緣故。」
另一則關於阿瑞斯提普斯的逸事載錄在維特魯威的《建築十書》中。維特魯威記載，某次阿瑞斯提普斯乘船出海遭到海難，在羅得島上擱淺。與他同船的同伴唉聲嘆氣的時候，他在海灘上看到了有人在沙灘中刻下的幾何圖案，便對同伴說：「不要泄氣，我看到了人類文明的印記。」於是他與同伴一行前往到了羅德島城中，在城內的體育館開始與羅德島人討論哲學；被他的博學折服的羅德島人爭先恐後送給他各種禮物，很快他和他的同伴就有了生活所需與回途的旅費。當他的幾名同伴決定回程時，他們問阿瑞斯提普斯有什麼訊息可以由他們帶回，而阿瑞斯提普斯說：「告訴他們，人要爲子孫後代留下海難無法奪取的財寶。」

## 引用
1. ↑  Plutarch, De Curios. 2.
2. ↑  Xenophon, Memorabilia, ii. 1.
3. ↑  Diogenes Laertius, 2.84.
4. ↑  Diogenes Laertius, 1.96; 2.23; 3.29–32; 4.19; 5.3–4, 39; 8.60.
5. ↑  Athenaeus, Deipnosophistae, 343d.
6. ↑  Vitruvius, 6.1.